# Équipe cycliste Saitama-Nasu SunBrave
L'équipe cycliste Saitama-Nasu SunBrave est une équipe cycliste japonaise créée en 2012 sous la forme d'une équipe de club et qui est devenue continentale à partir de la saison 2015.

## Histoire de l'équipe

### Championnats nationaux
- Championnats Japon sur route : 1
  - Course en ligne : 2014 (Junya Sano)

## Classements UCI
L'équipe participe aux circuits continentaux et principalement à des épreuves de l'UCI Asia Tour. Les tableaux ci-dessous présentent les classements de l'équipe sur les différents circuits, ainsi que son meilleur coureur au classement individuel.
UCI Asia Tour
| UCI Asia Tour | UCI Asia Tour          | UCI Asia Tour                             | UCI Asia Tour |
| Année         | Classement par équipes | Meilleur coureur au classement individuel |               |
| ------------- | ---------------------- | ----------------------------------------- | ------------- |
| 2015          | 58e                    | Ryu Suzuki (183e)                         |               |
| 2016          | 85e                    | Naoya Yoshioka (363e)                     |               |
| 2017          | 83e                    | Naoya Yoshioka (476e)                     |               |
| 2019          | 44e                    | Kaito Nakamura (340e)                     |               |
| 2020          | 19e                    | Shotaro Watanabe (41e)                    |               |
| 2021          | 26e                    | Junsei Tani (148e)                        |               |
| 2022          | 33e                    | Junsei Tani (112e)                        |               |
| 2023          | 41e                    | -                                         |               |
|               |                        |                                           |               |
| Source : UCI  |                        |                                           |               |

L'équipe est également classée au Classement mondial UCI qui prend en compte toutes les épreuves UCI et concerne toutes les équipes UCI.
| Classement mondial | Classement mondial     | Classement mondial                        | Classement mondial |
| Année              | Classement par équipes | Meilleur coureur au classement individuel |                    |
| ------------------ | ---------------------- | ----------------------------------------- | ------------------ |
| 2016               | -                      | Naoya Yoshioka (1963e)                    |                    |
| 2017               | -                      | Naoya Yoshioka (2386e)                    |                    |
| 2019               | 212e                   | Kaito Nakamura (3164e)                    |                    |
| 2020               | 149e                   | Shotaro Watanabe (883e)                   |                    |
| 2021               | 171e                   | Junsei Tani (2044e)                       |                    |
| 2022               | 180e                   | Junsei Tani (1429e)                       |                    |
| 2023               | 186e                   | -                                         |                    |
|                    |                        |                                           |                    |
| Source : UCI       |                        |                                           |                    |

## Nasu Blasen en 2022
| Cycliste         | Date de naissance | Nationalité | Équipe 2021 |  |
| ---------------- | ----------------- | ----------- | ----------- |  |
| Daisuke Kaneko   | 13 novembre 1991  | Japon       | Nasu Blasen |  |
| Aoki Kawano      | 2 août 2001       | Japon       |             |  |
| Tensho Matsumoto | 23 octobre 1999   | Japon       |             |  |
| Hayato Nishio    | 9 janvier 1994    | Japon       | Nasu Blasen |  |
| Keito Nishio     | 6 juillet 1995    | Japon       | Nasu Blasen |  |
| Hiroshi Sato     | 9 décembre 1999   | Japon       | Nasu Blasen |  |
| Ryuji Shinkai    | 14 juillet 2000   | Japon       | Nasu Blasen |  |
| Shimano Shota    | 4 septembre 2000  | Japon       | Nasu Blasen |  |
| Taku Takemura    | 28 septembre 1997 | Japon       | Nasu Blasen |  |
| Junsei Tani      | 4 août 1994       | Japon       | Nasu Blasen |  |